# Hermògenes (filòsof)
Hermògenes (en llatí Hermogenes, en grec antic Ἑρμογένης), fill d'Hipònic i germà del ric Càl·lies, fou un filòsof grec, que Plató va introduir en el seu diàleg Cràtil com un dels interlocutors, on sostenia que totes les paraules d'un idioma significaven el que les persones acordaven entre elles.
Diògenes Laerci afirma que va ser un dels mestres de Plató però cap més autor ho testifica. Del mateix diàleg Cràtil, es dedueix que Hermògenes amb prou feines coneixia els principis de la filosofia, i no era un home de talent. Encara que formava part de la gran família de Càl·lies-Hipònic, Xenofont diu que no tenia riqueses ni propietats. Alguns autors suposen que Hermògenes no era un fill legítim sinó un νόθος (bastard). Xenofont també diu que Càl·lies, el seu germà, va ser privat injustament de les seves riqueses.